# Transformativt lärande
Transformativt lärande är en pedagogisk teori utformad av den amerikanska sociologen Jack Mezirow. 
Teorin definieras som en lärandeprocess som beskriver främst hur vuxna människor transformerar sina problematiska referensramar (som tankevanor, fördomar och perspektiv) till att göra dem mer öppna för förändring, och på så vis ha större möjlighet att kunna lära sig. Förändringen sker genom tio faser:
1. Uppleva ett förvirrande dilemma,
2. Genomgå en självrannsakan,
3. Genomföra en kritisk bedömning av internaliserade antaganden och känna en känsla av främlingskap från traditionella sociala förväntningar,
4. Relatera missnöje till andras liknande erfarenheter,
5. Utforska nya alternativ att agera på,
6. Skapa kompetens och självförtroende inom nya roller,
7. Planera en åtgärd,
8. Ta till sig kunskapen och färdigheterna för att kunna tillämpa åtgärden,
9. Pröva på de nya rollerna och bedöma hur de fungerar,
10. Återintegreras in i samhället med sina nya perspektiv. [2]

## Historik
Teorin om transformativt lärande hade sitt ursprung 1975 när Mezirow genomförde en studie på sin fru och 82 andra kvinnor som återvände till college i 12 återinträdesprogram. 